# Antwaan Randle El
Antwaan Randle El (* 17. August 1979 in Riverdale, Illinois) ist ein ehemaliger US-amerikanischer American-Football-Spieler der Pittsburgh Steelers in der National Football League (NFL). Der 1,78 Meter große Randle El spielte nominell die Position des Wide Receivers, wurde aber öfters für Trickspielzüge als Quarterback eingesetzt.

## Karriere
Randle El war in seiner Jugend ein begabter Sportler, der wie seine beiden Brüder sowohl American Football als auch Baseball und Basketball spielte. Er schlug ein Angebot der Chicago Cubs aus, sich 1997 für eines ihrer Farmteams verpflichten zu lassen, und wurde stattdessen bei den Hoosiers der Indiana University der Starting-Quarterback. Dort fiel auf, dass Randle El nicht nur ein begabter Passgeber war, sondern auch mit dem Football laufen (engl.: rush) und Pässe fangen konnte wie ein Wide Receiver.
Im NFL Draft 2002 wurde Randle El von den Pittsburgh Steelers an 62. Stelle verpflichtet und zunächst nur als Punt-Returner bzw. Kick-Returner eingesetzt. Er markierte drei Return-Touchdowns und spielte sich soweit in der Hierarchie der Steelers hoch, dass er ab 2004 sporadisch und ab 2005 in Vollzeit als Wide Receiver eingesetzt wurde. Aufgrund seiner Erfahrung als Quarterback wurde er in diversen Trickspielzügen eingesetzt, in denen der etatmäßige Quarterback Ben Roethlisberger ihm den Football gab und Randle El werfen ließ. Dieser für die Gegner verwirrende Spielzug wurde im Super Bowl XL gegen die Seattle Seahawks eingesetzt, in dem Roethlisberger einen Block für Randle El setzte und der einen 43-Yards-Touchdownpass auf Hines Ward vollendete. Damit wurde Randle El der erste (und bis heute (2010) einzige) Wide Receiver der Super-Bowl-Geschichte, der einen Touchdownpass warf.
Im Jahr 2006 wurde Randle Els Vertrag nicht verlängert, so dass er zu den Washington Redskins wechselte. Dort spielte er sowohl Wide Receiver als auch Punt-Returner. In dieser Zeit fing er acht Touchdowns und warf selbst zwei, konnte aber trotz Karrierebestwerten im Receiving (2007: 728 Yards) nicht verhindern, dass die Redskins im Mittelmaß steckenblieben. 2010 wurde Randle El nach Pittsburgh zurückgeholt. Mit den Steelers erreichte er den Super Bowl XLV, unterlag aber den Green Bay Packers. Nachdem die Steelers 2011 in der ersten Runde an den Denver Broncos gescheitert waren, erklärte Randle El seinen Rücktritt.

## Leistung als Quarterback
Randle El war einer der wenigen NFL-Spieler, die Quarterback spielen konnten, obwohl sie nominell eine andere Feldposition aufwiesen. Dieses Talent nutzte er für Trickspielzüge, in denen der eigentliche Quarterback ihn werfen ließ. In seiner NFL-Karriere versuchte Randle El 27 Pässe, von denen 22 ankamen, in denen er 323 Yards Raumgewinn erzielte, sechs Touchdowns warf und keine Interception erlitt, so dass er mit einem Karriere-Quarterback Rating von 156,1 nahe am Maximalrating von 158,3 ist.
Die Steelers haben eine Tradition, ehemalige College-Quarterbacks in Trickspielzüge einzubeziehen. Neben Randle El haben die Wide Receiver Hines Ward und Arnaz Battle Wurferfahrung, und Backup-Quarterback Dennis Dixon wird sporadisch als Wide Receiver eingesetzt. Auf Nachfrage meinte Randle El, dass er sich selbst als „zu klein“ (1,78 Meter) empfindet, um Starting Quarterback zu sein, und lieber „ein guter Wide Receiver“ sei als ein „mittelmäßiger Quarterback“.

## Trainerlaufbahn
Am 16. Januar 2019 schloss sich Randle El dem Trainerstab der Tampa Bay Buccaneers als sogenannter Offensive Assistant an und traf damit wieder auf seinen ehemaligen Wide Receiver Coach und Offensive Coordinator Bruce Arians. Mit den Buccaneers gewann er mit 31:9 den Super Bowl LV gegen den Titelverteidiger Kansas City Chiefs.

## Privatleben
Randle El ist mit seiner Ehefrau Jaune verheiratet, mit der er fünf Kinder hat. Er ist Kind von Jaqueline und Curtis Randle El und hat zwei Brüder namens Curtis junior und Marcus, die ebenfalls auf College-Ebene Football spielten.